# Musée du textile des Vosges
Le  musée du Textile des Vosges est un musée ethnographique installé à Ventron dans les murs d'un tissage construit en 1855, converti en centre de culture scientifique, technique et industrielle (CCSTI). La visite est agrémentée de démonstrations en filature et en tissage avec machines et maquettes en fonctionnement.

## Historique et présentation
Créé en 1992 avec le soutien de la Société historique de Remiremont et de sa région, le musée du Textile est abrité dans un ancien tissage de 1855, typique des premières usines de l'industrie textile du Grand Ventron.
Un ruisseau fournissait la force motrice, mais dès 1861, on ajouta une machine à vapeur animée de 30 cv et une chaufferie qui permettait le fonctionnement du tissage pendant les périodes d'eau basse en été.
Les démonstrations et le matériel permettent aux visiteurs de suivre le cheminement et la transformation du coton de la balle au fil et du fil au tissu.  La muséographie témoigne également de l'évolution des métiers à tisser du XVIIIe siècle à nos jours filature industrielle du coton, tissage industriel…) prenant en compte l’évolution des tissus et des techniques. Des expositions temporaires et un atelier tissage complètent la pédagogie et la sensibilisation des différents types de publics.
Lieu de mémoire vivant, le musée du Textile des Vosges a fêté ses 20 ans en 2012. Le « Tissage du Grand Ventron » a en effet été privilégié pour assurer la représentation de l’activité et l’histoire du textile dans les Vosges. Il a par ailleurs été reconnu d’intérêt régional par la région Lorraine le 7 mai 1987.

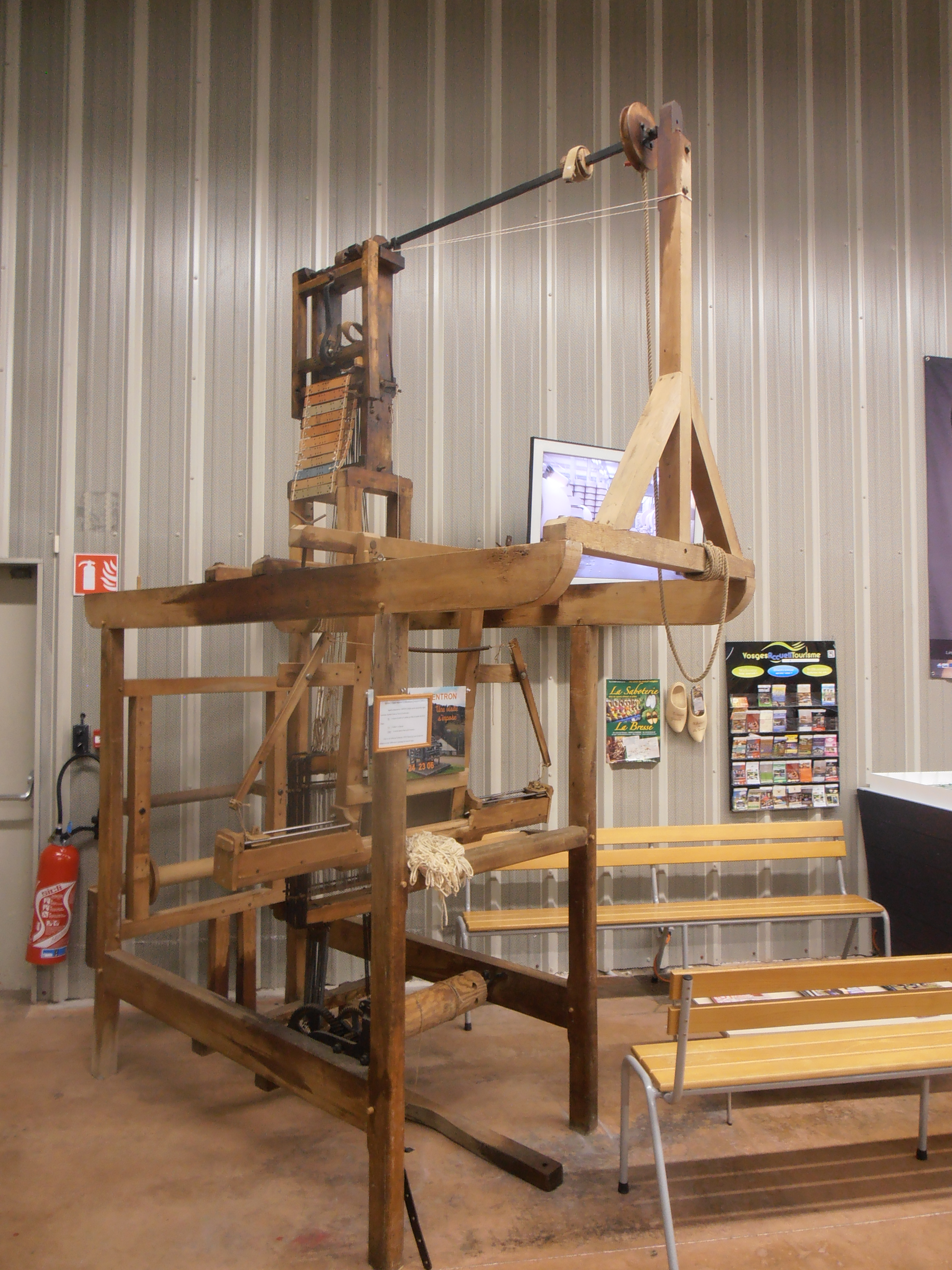
Métier à tisser manuel à mécanique Jacquard, 1860, en dépôt au magasin Tissus Gisèle à La Bresse.

## Partenaires
- La commune de Ventron[3].
- La Société historique de Remiremont[4], [5].
- Le parc naturel régional des ballons des Vosges[6], [7].
- La région Lorraine et le département des Vosges.